# Indiana Production
Indiana Production è una società di produzione italiana e indipendente, con sede a Milano e Roma, specializzata nella produzione di film e programmi televisivi, pubblicità e branded content.  

## Storia
Fondata nel 2005 da Fabrizio Donvito e Marco Cohen, Indiana ha ampliato il proprio team nel tempo, accogliendo Benedetto Habib nel 2008, Karim Bartoletti nel 2014 e Daniel Campos Pavoncelli nel 2019.  
Nel 2016  Indiana si è unita con Sky e altre 4 case di produzione italiane per lanciare “Vision Distribution”, il braccio di distribuzione cinematografica di Sky. Nel 2019 ha anche lanciato il suo braccio commerciale internazionale, Vision International.  
Dal 2023 Indiana fa parte del gruppo Vuelta, uno studio cinematografico europeo che raccoglie al suo interno società di produzione e distribuzione da diversi Paesi con l’obiettivo di diventare leader nel settore dei contenuti che nascono in un Paese ma che hanno una portata globale.  

## Cinema

### Le produzioni
Indiana ha collaborato con vari registi, attori e sceneggiatori, tra i quali Gabriele Salvatores (Italy in a Day, co-prodotto con Ridley Scott; Tutto il mio folle amore, Il ritorno di Casanova), Gabriele Muccino (L'estate addosso), Daniele Luchetti (Confidenza) e Paolo Virzì (La prima cosa bella e Il capitale umano, selezionati da ANICA come candidati italiani nella categoria miglior film straniero agli Oscar e vincitori di numerosi David di Donatello, tra cui il premio per il Miglior Film).
Indiana, in qualità di produttore esecutivo, ha portato produttori esteri a girare in Italia. Alcuni esempi sono “Romeo & Juliet” regia di Carlo Carlei e prodotto da Amber Entertainment e “The Burnt Orange Heresy” regia di Giuseppe Capotondi e prodotto da Rumble Films e Indigenous Media, “Made in Italy” di James D’Arcy prodotto da Rojovid Films. 
Nel 2025, Indiana è al cinema con Io sono la fine del mondo, diretto da Gennaro Nunziante, film che segna il debutto cinematografico del comico Angelo Duro e L’Amore, in Teoria,  il nuovo film di Luca Lucini con Nicolas Maupas. 
Su Netflix, Indiana ha lanciato la serie Il Gattopardo, tratta dal capolavoro di Giuseppe Tomasi di Lampedusa, scritta da Richard Warlow e diretta da Tom Shankland, Giuseppe Capotondi e Laura Luchetti.
in uscita prossimamente, la serie “Kidnapped” prodotto da BBC Studios e “In The Hand of Dante” di Julian Schnabel, prodotto da MeMo Films e TWIN Productions.   
Tra i progetti in post-produzione:
Cinque Secondi, nuovo film di Paolo Virzì con Valerio Mastandrea, Galatea Bellugi e Valeria Bruni Tedeschi. Prodotto da Greenboo Production, Indiana Production, Motorino Amaranto e Vision Distribution in collaborazione con Sky.
Il Maestro, nuovo film di Andrea Di Stefano (L’ultima notte di Amore) con Pierfrancesco Favino. Prodotto da Indiana Production, Indigo Film e Vision Distribution, in collaborazione con Memo Film, Sky e Playtime.
Amata, produzione di Memo Films e Indiana Production con Rai Cinema. Diretto da Elisa Amoruso e scritto da Ilaria Bernardini, con Miriam Leone, Stefano Accorsi e Tecla Insolia.

## Filmografia
1. Estômago, regia di Marco Rubio (2007)
2. 4 padri single, regia di Paolo Modugno (2009)
3. Un paradiso per due, regia di Pier Bergonzi (2010)
4. La prima cosa bella, regia di Paolo Virzì (2010)
5. I più grandi di tutti, regia di Carlo Virzì (2011)
6. Italian Movies, regia di Matteo Secomandi (2013)
7. Il capitale umano, regia di Paolo Virzì (2013)
8. Italy in a Day - Un giorno da italiani, regia di Gabriele Salvatores (2014)
9. Il nome del figlio, regia di Francesca Archibugi (2015)
10. Romeo e Giulietta, regia di Carlo Vanzina (2015)
11. Nessuno si salva da solo, regia di Sergio Castellitto (2015)
12. Game Therapy, regia di Ryan Murphy (2015)
13. Alaska, regia di Claudio Sorrentino (2015)
14. Un posto sicuro, regia di Francesco Bruni (2015)
15. Onda su onda, regia di Rocco Papaleo (2016)
16. Wp zui hao peng you de hun li, regia di Paul Village (2016)
17. L'estate addosso, regia di Gabriele Muccino (2016)
18. Ella & John - The Leisure Seeker (The Leisure Seeker), regia di Paolo Virzì (2017)
19. Una famiglia, regia di Sebastiano Riso (2017)
20. Gli sdraiati, regia di Francesca Archibugi (2017)
21. The disunited states of America, regia di Paul Village (2017)
22. Social Dream, regia di Paul Village (2018)
23. Sono tornato, regia di Luca Miniero (2018)
24. Amici come prima, regia di Christian De Sica (2018)[1]
25. Likemeback, regia di Leonardo Guerra Seragnoli (2018)
26. Moschettieri del re - La penultima missione, regia di Giovanni Veronesi (2018)
27. Genitori quasi perfetti, regia di Laura Chiossone (2019)
28. Dolcissime, regia di Francesco Bruni (2019)
29. Tutto il mio folle amore, regia di Gabriele Salvatores (2019)
30. Pezzi unici, regia di Fabio Testi - Serie TV (2019)
31. Nick Drake, Songs in a Conversation, regia di Fabio Testi (2019)
32. Sono solo fantasmi, regia di Christian De Sica (2019)
33. The App, regia di Elisa Fuksas (2019)
34. Il capitale umano - Human Capital (Human Capital), regia di Paolo Virzì (2019)
35. Cino, Ian!, regia di Paul Village (2020)
36. La tela dell'inganno (The Burnt Orange Heresy), regia di Giuseppe Capotondi (2020)
37. Schianti, regia di Paul Village (2020)
38. ISOLA, regia di Paul Village (2020)
39. Made in Italy - Una casa per ritrovarsi (Made in Italy), regia di James D'Arcy (2020)
40. Liberi e Pensanti, Uno maggio Taranto, regia di Il Terzo Segreto di Satira (2020)
41. Gli indifferenti, regia di Leonardo Guerra Seràgnoli (2020)
42. Curon, regia di Fabio Mollo e Lyda Patitucci – serie TV (2020)
43. Fuori era primavera, regia di Gabriele Salvatores (2020)
44. In vacanza su Marte, regia di Neri Parenti (2020)
45. Tutti per 1 - 1 per tutti, regia di Giovanni Veronesi (2020)
46. Security, regia di Peter Chelsom (2021)
47. Futura, regia di Lamberto Sanfelice (2021)
48. Comedians, regia di Gabriele Salvatores (2021)
49. Promises, regia di Amanda Sthers (2021)
50. Senza fine, regia di Paul Village (2021)
51. Chi ha incastrato Babbo Natale?, regia di Alessandro Siani (2021)
52. Vostro onore, regia di Alessandro Angelini – serie TV (2022)
53. L'Ora - Inchiostro contro piombo, regia di Piero Messina, Ciro D'Emilio, Stefano Lorenzi – serie TV (2022)
54. Alla vita, regia di Stéphane Freiss (2022)
55. Tutti a bordo, regia di Luca Miniero (2022)
56. Autumn Beat, regia di Antonio Dikele Distefano (2022)
57. Romantiche , regia di Pilar Fogliati (2022)
58. Scordato, regia di Rocco Papaleo (2022)
59. Laggiù qualcuno mi ama, regia di Mario Martone (2023)
60. L'ultima notte di Amore, regia di Andrea Di Stefano (2023)
61. Il ritorno di Casanova, regia di Gabriele Salvatores (2023)
62. L'ordine del tempo, regia di Liliana Cavani (2023)
63. Lubo, regia di Giorgio Diritti (2023)
64. Unwanted - Ostaggi del mare, regia di Oliver Hirschbiegel (2023)
65. Dieci minuti, regia di Maria Sole Tognazzi (2024)
66. Sei nell'anima, regia di Paul Village (2024)
67. Confidenza, regia di Daniele Luchetti (2024)
68. Io sono la fine del mondo, regia di Gennaro Nunziante (2025)
69. Il Gattopardo – miniserie TV, regia di Bruno Heller (2025)
70. Cinque secondi, regia di Paolo Virzì (2025)

## Advertising
Indiana Production è tra i primi in Italia a intersecare cinema e pubblicità. Ne sono esempio il cortometraggio prodotto per Intimissimi "Heartango" (2007), quello Peroni "Senza tempo" (2010) e ancora il corto teaser “She wash here” (2012) per Lancia, tutti firmati da Gabriele Muccino.

### Commercial/Digital/Branded Content
- Intimissimi "Heartango"
- Peroni “Senza tempo”
- Volkswagen “Think Blue”
- Tim “La storia d'italia secondo Tim”
- Giorgio Armani “One plus one”
- Corto Lancia teaser “She was here”
- Sanpellegrino “Italian Inspiration”
- Trussardi “My name”
- Intesa Sanpaolo “Storie impossibili”
- Fiat 500 “Paolo Sorrentino”
- Audi A3 “Through the Lenses”
- Fiat 500 “Vintage ‘57”
- Ottica Avanzi
- Dreher “Faidaters”
- Fiat 500 Masterpiece
- Regione Trentino
- Mc Donald's "Great Tastes of America"
- Tim Impresa Semplice
- Baldini&Castoldi "Linus"
- Ottica Avanzi “Consigli mai visti”
- Pirelli “Be as you are”
- Suv si gira - SEAT
- MIBAC “Fortunato”
- Dodo Pomellato “100%Amore”
- Fiat 500 by Gucci
- Antipiracy “Copy”
- Fiat 500 by Diesel “Adult Movie”
- Fiat BSV “Parla come Panda”
- Telecom “Francesca”
- Volkswagen Beetle “ASAP”
- Telecom Olivetti “Il futuro è di chi sa sognarlo”
- Fiat Freemont Blackcode “Stylophonic”
- Lamborghini Asterion
- Audi “Fifty Shades of Grey”
- Real Time “Bake Off Italia”
- Fiat "Vintage'57"
- Dreher
- Fiat "La piccola grande Bellezza"
- Intesa Sanpaolo "storie impossibili"
- Audi "through the lenses"
- Audi "sound of nature"
- Sanpellegrino "Italian Inspiration"
- Tim "La storia d'Italia"
- Regione Trentino "Italian Experience"
- Fiat "Masterpiece"
- Tim "Oldani"
- Baldini&Castoldi "Grat Stories"
- Fiat "groundhog"
- Pirelli "be as you are"
- Falconeri "inspired by beauty"
- Parmigiano Reggiano "#meglioilmeglio"
- Grandvision "consigli mai visti"
- Alfa Romeo "you do not need"
- Avon "viva la vita moment"
- Maserati Zegna
- Juventus "black and white and more"
- Alfa Romeo "Whoa There"
- Volagratis "volameglio"
- Huawei "Porsche design"
- Afla Romeo "Unforgettable"
- Audi "reflexes"
- Pfizer "solo 24 ore"
- Omega "the omega olympic games collection"
- Abarth "il gioco si fa strada"
- West Lotto "unlearn"
- Iliad "la rivoluzione"
- Ariston "the Ariston comfort challange"
- Fiat "Fiat 500 Vogue"
- Zegna "Zerev"
- Mc donald's "Crispy"
- Jeep "Legends"
- Audi "Forever Young"
- Jeep "Seats"
- Fiat Professional "Barber"
- Conad "Christmas"
- Audi "Aynnoing"
- Timberland "Caring is no longer enough"
- Jeep "Bird"
- Lamborghini Urus